# Fria Kristliga Studentföreningen
Fria Kristliga Studentföreningen, FKS var en kristen studentförening i Sverige. Efter samgåenden finns numera Kristna studentrörelsen i Sverige (KRISS).

## Historia
Kristna studentrörelsen bildades som nationellt förbund 1907. 1912 splittrades rörelsen varvid FKS bildades efter en lång principdebatt i Kristliga studentförbundet i Uppsala 1912. De frikyrkliga studenterna hävdade frikyrkosynen, medan den andra sidan hävdade folkkyrkoteologin och nykyrklighet. På frikyrkosidan fanns namn som Paul Peter Waldenström och Bernhard Ernestam. Folkkyrkoteologin förespråkades av Einar Billing och Gustaf Aulén.
Den svenskkyrkliga rörelsen hette Sveriges Kristliga Studentrörelse (SKS) och den frikyrkliga således Fria Kristliga Studentföreningen (FKS). Dock var samarbetet gott, och de båda studentrörelserna lade grunden för mycket av den ekumenik som sedan funnits.
FKS var initiativtagaren till bildandet av Frikyrkliga samarbetskommittén. Ur detta utvecklades Sveriges frikyrkoråd (SFR) och senare Sveriges frikyrkosamråd (FSR).
Från 1957 samarbetade FKS med Frikyrkliga Studieförbundet (FS) (numera Bilda) om tidskriften Kristet forum. Samarbetspartner på 70- och 80-talet var Förbundet för Kristen Humanism och Samhällssyn (KHS). Kristet forum lades ner 1987.
1969 bildades en federation mellan FKS, Sveriges kristliga studentrörelse (SKS) och den Katolska Studentrörelsen i Sverige/Katolska studentorganisationen (KATS).

## Aktuellt
1971 bildade FKS och SKS Kristna studentrörelsen i Sverige (KRISS). "Kristna Studentrörelsen i Sverige är en ekumenisk rörelse för studenter som vill mötas i tro på en Gud som ständigt utmanar oss att vidga gränserna för vår solidaritet."